# Lichfieldevangelierna

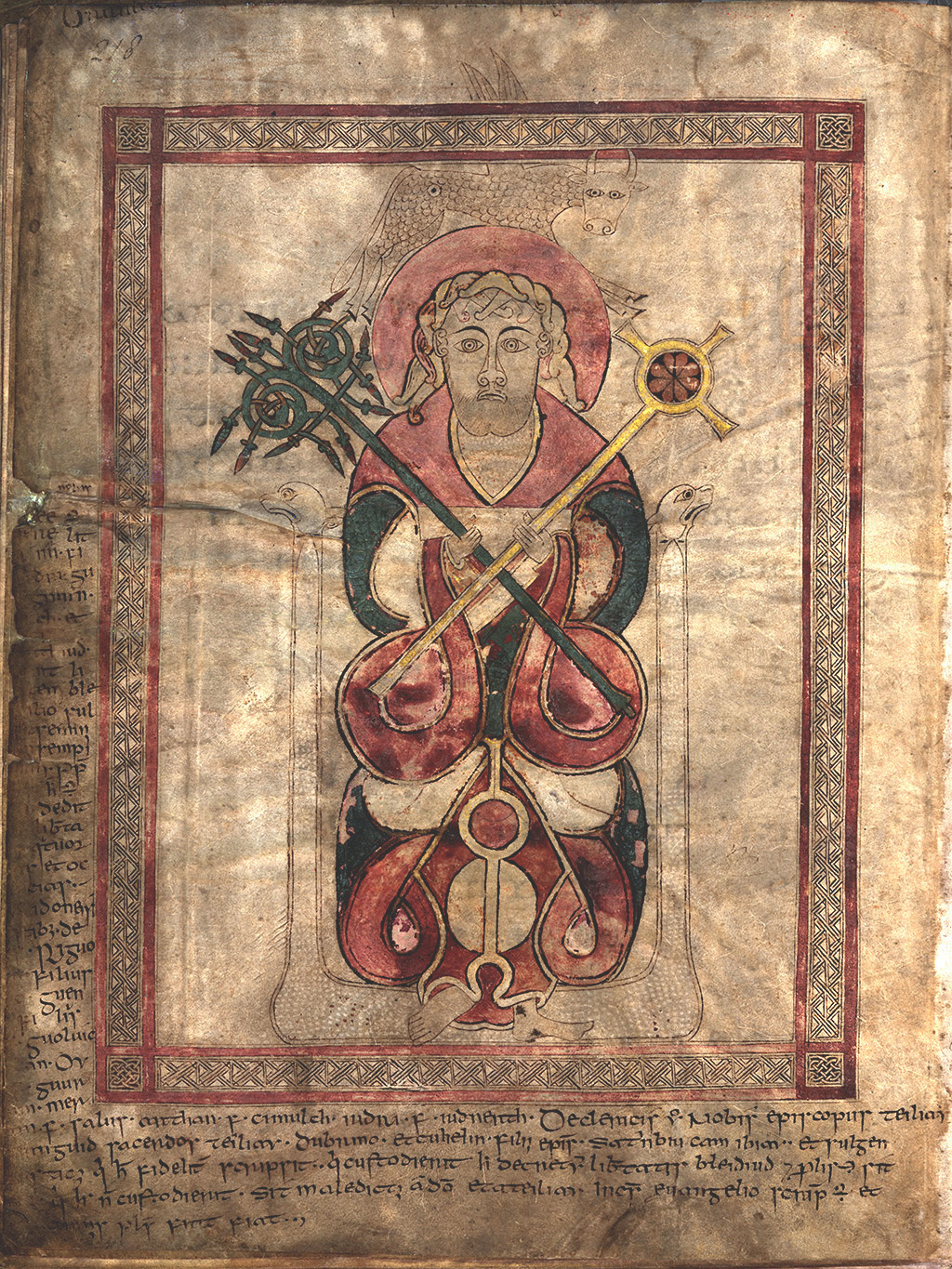
Illustration föreställande sankt Lukas i Lichfieldevangelierna.

Lichfieldevangelierna (även kända som Chatevangelierna) är en evangeliebok från 700-talet som i dag finns i Lichfieldkatedralen i Lichfield, England. Det finns 236 bevarade ark, varav åtta är illuminerade. Ytterligare fyra innehåller inramad text. Sidorna är 30,8 cm × 23,5 cm. Manuskriptet är viktigt eftersom det innehåller några av de tidigaste exemplen på skriven kymriska i marginalerna. Peter Lord har daterat boken till 730-talet, vilket placerar boken kronologiskt före Kellsboken och Lindisfarneevangelierna.